# Prince Rajcomar
Prince Rajcomar (Maastricht, 1985. április 25. –) curaçaói származású holland labdarúgó.
Édesanyja a Holland Antillákhoz tartozó Curaçaóról származik, édesapja pedig Surinameból vándorolt be Hollandiába.
Első profi szerződését 16 évesen írta alá. Testvérei és édesapja is labdarúgók voltak, de a legmagasabb szintre nagyapja jutott, ő Surinameban profiskodott.

## Klubcsapatokban

### Fortuna Sittard
Prince első profi bajnoki mérkőzését az akkor a holland másodosztályban szereplő Fortuna Sittard színeiben játszotta az FC Eindhoven ellen  2002. augusztus 16-án. Itt két szezont játszott, főleg a másodikban nyújtott jó teljesítményt, ami felkeltette magasabban jegyzett klubok érdeklődését is, így került az FC Utrechthez.

### FC Utrecht
Három évre szóló szerződést írt alá.  Hamar, már az első idényben, a 11. forduló után a kezdőcsapatban számítottak rá. Rendszeresen játszott, a mezőnyben jó teljesítményt nyújtott, de gólt nem szerzett.

### FC Den Bosch
Következő csapata a szintén holland FC Den Bosch volt, ahova kölcsönjátékosként érkezett. Itt is jól ment a játék, 37 mérkőzésen 6 gólt szerzett. A 2005-2006-os szezont követően technikai okok miatt meghiúsult a belga KVSK Unitedhez való szerződése, ami miatt kényszerpályára került, hisz az átigazolási időszak egy nap múlva lezárult. Mivel a  holland VVV-Venlo nem tudta ilyen rövid idő alatt elintézni a szükséges papírmunkát, csapat nélkül maradt. 2006 szeptemberétől 2007 januárjáig klub nélkül maradt volna, mivel szezon közben már nem igazolhatott volna át. Így kapóra jött az izlandi Breiðablik csapatának megkeresése, mivel ott még zajlott az átigazolási időszak.

### Breiðablik
A csapatnál töltött két éve alatt meghatározó játékos lett, többször is megkeresték nevesebb csapatok.
Így 2007 telén felmerült a neve a német Dinamo Drezda csapatánál, a törökországi edzőtáborozás alatt rendezett Wisla Krakkó elleni edzőmérkőzésen pályára is lépett a csapatban, de végül nem igazolták le. 2008 elején a Valur, a későbbi izlandi bajnok, 2008 októberében a svéd Örebro SK is szerette volna leigazolni.

### KR
Anyagi problémák miatt végül 2009 februárjában felbontotta szerződését a Breiðabliknál és a szintén izlandi KR Reykjavíkhoz írt alá kétéves szerződést. Fél évet töltött ki ebből, majd szintén anyagi okok miatt szabadon igazolható játékossá vált augusztus végén. Hírbe hozták a League One-ban szereplő Southend Uniteddel és 2009 őszén a holland MVV-vel is.

### ZTE
Végül 2009. október 1-jén elhárult minden jogi akadály és Rajcomar a magyar ZTE FC-hez igazolt. Bemutatkozására az NB II-ben szereplő ZTE II-ben került sor október 4-én. A Barcsi SC ellen 2-1-re elvesztett találkozón gólt lőtt, majd könyöklésért kiállították.
Első NB I-es bajnoki mérkőzését 2009. október 16-án játszotta, a 60. percben állt be Balázs Zsolt helyére a Lombard Pápa ellen 3–0-ra megnyert találkozón.
Második bajnoki mérkőzését 2009. október 31-én játszotta, a 70. percben állt be Darko Pavicević helyére a Szombathelyi Haladás ellen szintén 3–0-ra megnyert találkozón.

## Válogatott
Az U15-től az U21-ig minden korosztályban válogatottságig jutott. A Nigéria elleni U20-as vb-negyeddöntőben büntetőkkel kaptak ki.

## Mérkőzései a curaçaói válogatottban
| #  | Dátum               | Ellenfél                              | Eredmény | Kiírás                | Esemény    |
| -- | ------------------- | ------------------------------------- | -------- | --------------------- | ---------- |
| 1. | 2014. szeptember 4. | Puerto Rico                           | 2 – 2    | Karibi kupa-selejtező | 59'        |
| 2. | 2014. szeptember 5. | Grenada                               | 2 – 1    | Karibi kupa-selejtező | 57' 83'    |
| 3. | 2014. szeptember 7. | Francia Guyana                        | 0 – 0    | Karibi kupa-selejtező |            |
| 4. | 2014. október 8.    | Martinique                            | 1 – 1    | Karibi kupa-selejtező | 75'        |
| 5. | 2014. október 10.   | Saint Vincent és a Grenadine-szigetek | 0 – 1    | Karibi kupa-selejtező |            |
| 6. | 2014. október 12.   | Guadeloupe                            | 1 – 0    | Karibi kupa-selejtező | 64'        |
| 7. | 2014. november 13.  | Kuba                                  | 2 – 3    | Karibi kupa           | 45'        |
| 8. | 2014. november 15.  | Francia Guyana                        | 1 – 4    | Karibi kupa           |            |
| 9. | 2015. június 5.     | Trinidad és Tobago                    | 1 – 0    | barátságos mérkőzés   | becserélve |

## Sikerei, díjai
FC Utrecht:
- Kupagyőztes: 2004
- Szuperkupa-győztes: 2004

ZTE
- Magyarkupa-döntős: 2010